# Phragmatobia mustangbhoti
Phragmatobia mustangbhoti là một loài bướm đêm thuộc phân họ Arctiinae, họ Erebidae.